# دينيس هولمز
دينيس هولمز (بالإنجليزية: Dennis Holmes)‏ هو ممثل أمريكي، ولد في 3 أكتوبر 1959 في الولايات المتحدة.

## وصلات خارجية
- دينيس هولمز على موقع IMDb (الإنجليزية)
- دينيس هولمز على موقع تيرنر كلاسيك موفيز (الإنجليزية)
- دينيس هولمز على موقع إن إن دي بي (الإنجليزية)
- دينيس هولمز على موقع قاعدة بيانات الفيلم (الإنجليزية)